# تريزا بوكر
تريزا بوكر (بالألمانية: Teresa Bücker)‏ هي صحفية وناشطة نسوية ألمانية، وُلدت في الثالث عشر من مارس لعام 1984 في بلدة ميشيده في المانيا. تُعرف تريزا أيضًا باسم «الآنسة تيسا» الذي مسجله به حسابها على موقع التواصل الاجتماعي تويتر، وتشغل أيضًا منذ عام 2017 منصب رئيسة تحرير مجلة إيداتسيون أف (Edition F) وهي مجلة نسوية إلكترونية.

## حياتها
درست تريزا الطب البيطري في جامعة برلين الحرة وفي نهاية الأمر قامت بدراسة الإعلام وعلم النفس والعلوم السياسية، ولكنها لم تتم دراستها. بدأت في عام 2007 التدوين وفي عام 2008 عملت في الجريدة الإسبوعية دير فرايتاج لإعادة افتتاح وتطوير القسم الإلكتروني لجريدة.
من عام 2010 وحتى عام 2012 كانت تريزا مقررة مجلس إدارة الحزب الديمقراطي الاجتماعي فيما يتعلق بالاستراتجيات الرقمية، وثم أصبحت من عام 2012 حتى عام 2014 مقررة مواقع التواصل الاجتماعي للتكتل البرلماني للحزب، كما أنها أحد الأعضاء المؤسسون لرابطة ديه 64- مركز التقدم الرقمي (D64 – Zentrum für Digitalen Fortschritt) الذي أُسس في عام 2011، وكانت تريزا تنتمي لمجلس إدارة الرابطة من عام 2012 وحتى عام 2014.
تعمل تريزا منذ عام 2014 في المجلة النسوية الإلكترونية إيديتسيون أف وفي عام 2017 أصبحت رئيسة تحرير المجلة، وفي الوقت ذاته تكتب في عدة صحف ومجلات أخرى من بينها مدونة صحيفة فرانكفورتر العامة والموقع الإلكتروني لجريدة دي تسايت. إن تريزا عضوة في لجنة تحكيم جائزة الصحفي الألماني (Deutscher Reporterpreis).

## نشاطها النسوي

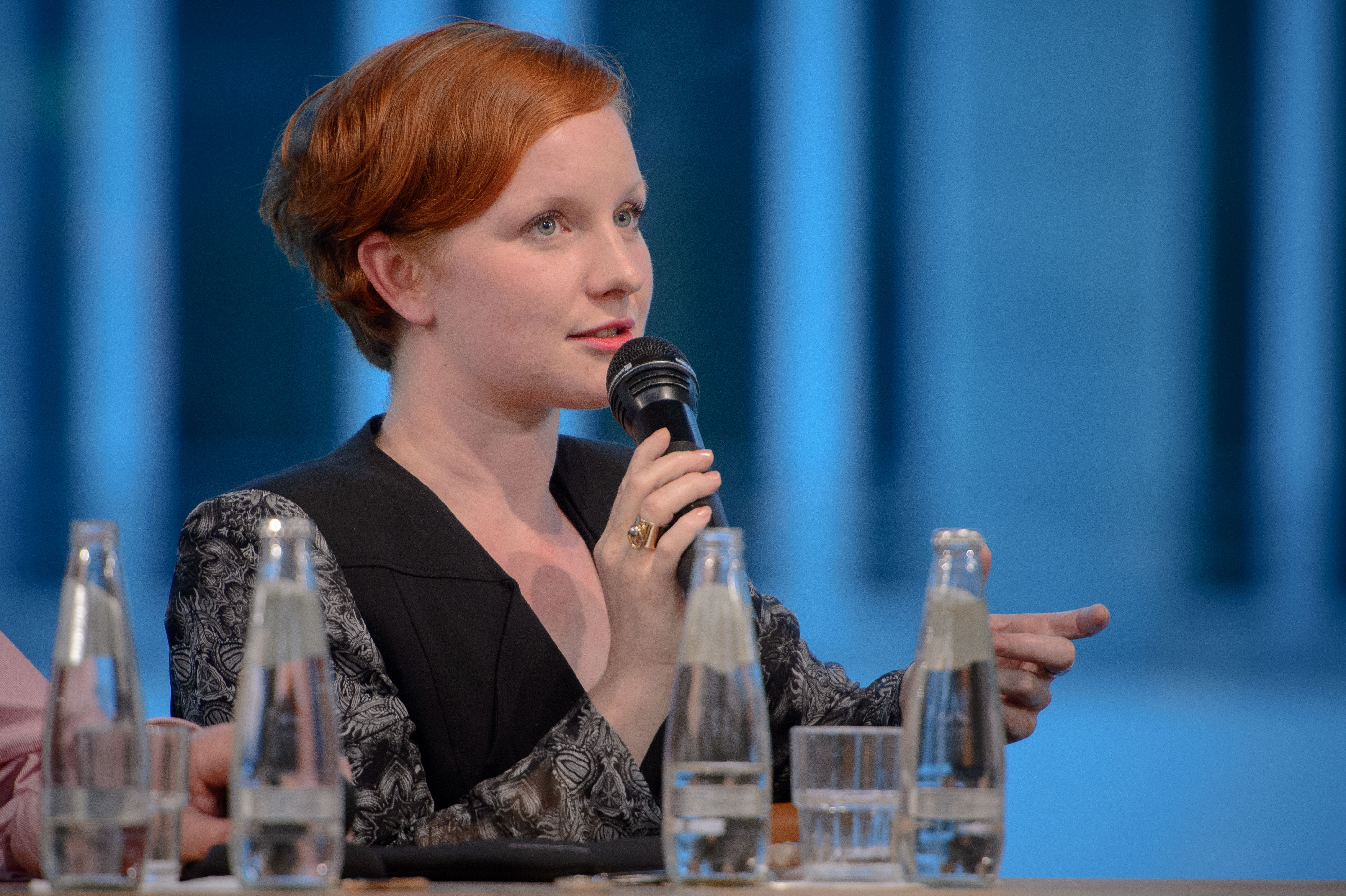
تريزا بوكر في عام 2014

إن تريزا أحد أعلام الإنترنت المشهورين في المجتمع الألماني وعادة يتم تداول منشوراتها بشكل كبير، وتُعد منذ انتقالها إلى مجلة إيداتسيون أف الناشطة النسوية لهذا الجيل الحالي حيث تظهر في المؤترات والبرامج الحوارية التلفزيونية كثيرًا. تدور كثير من مقالاتها في مجلة إيداتسيون أف حول تحديات النسوية والتطورات الاجتماعية بشكل عام والأمومة أيضًا. دشنت تريزا بالتعاون مع آخريات حملة «بدون استثناء» („#ausnahmslos“) لمحاربة العنف الجنسي والعنصرية وجاء ذلك بعد أحداث الاعتداءات الجنسية في عشية رأس السنة في كولونيا

## الجوائز
حصلت تريزا بوكر- مشاركة مع مؤسستا إيداتسيون أف نورا فانيسيا فوليرت وسوزان هوفمان- على جائزة" صحفي العام" لفئة رائدي الأعمال" مُقدمة من مجلة ميديوم.

## وصلات خارجية
- تريزا بوكر على موقع IMDb (الإنجليزية)

- الموقع الرسمي لتريزا بوكر (باللغة الألمانية)
- صفحة تريزا بوكر على قاعدة بيانات الأفلام (باللغة الإنجليزية)
- مقالات تريزا بوكر على الموقع الإلكتروني لجريدة دي تسايت (باللغة الألمانية)
- الصفحة الرسمية لتريزا بوكر على موقع التواصل الاجتماعي تويتر (باللغة الألمانية)